# 長島町 (三重県)

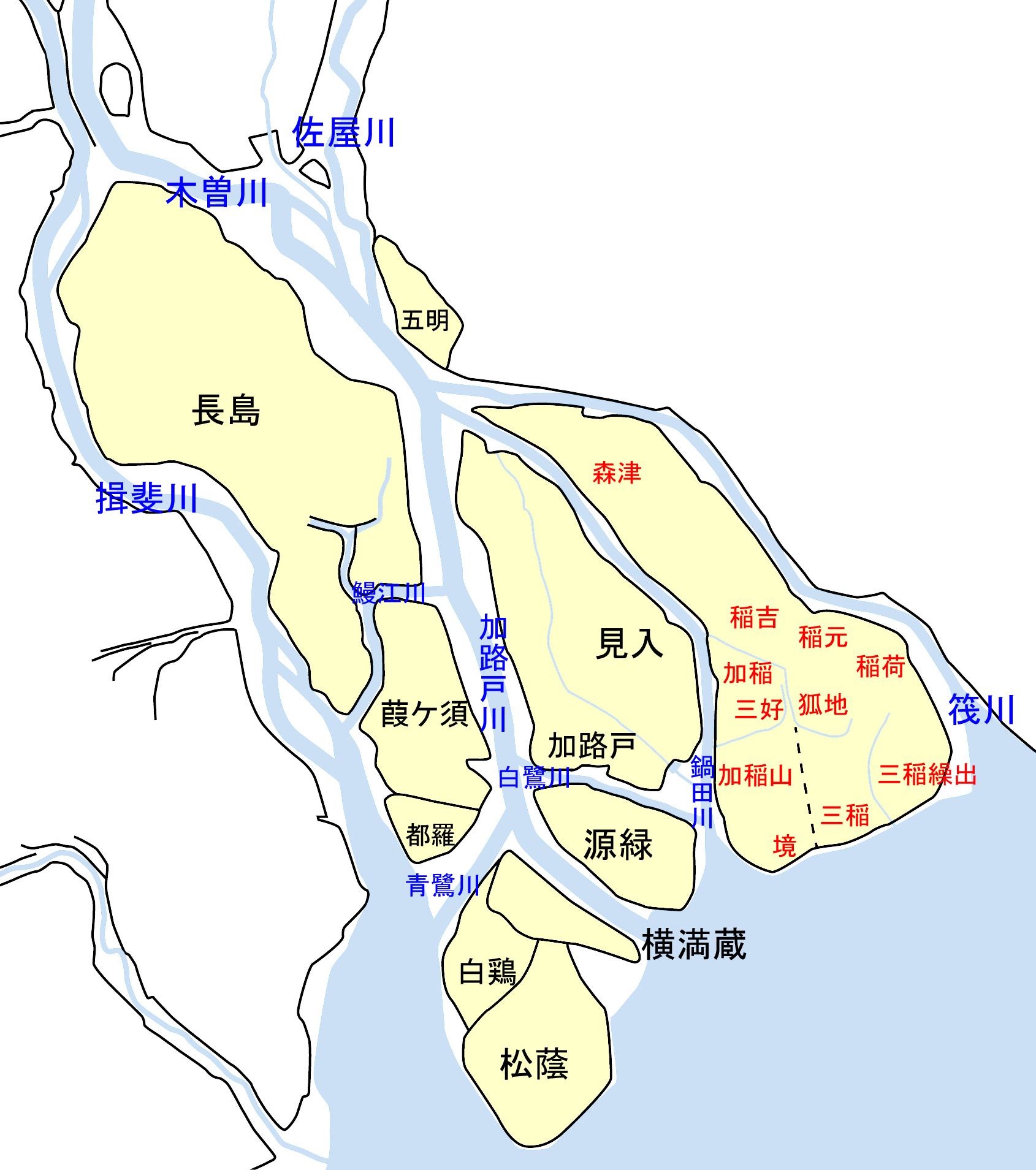
木曽三川分流工事以前の木曽川河口部の状況。黒字は輪中の名称（両国輪中については主要な村名）。

長島町（ながしまちょう）は、三重県の北勢地域、木曽三川河口部の濃尾平野の南西部にかつて存在していた町。2004年12月6日に桑名市・多度町と合併し新しい桑名市となり廃止した。
三重県南部に北牟婁郡紀伊長島町（現：紀北町）が存在していたため、伊勢長島と称されることもある。

## 地理

### 自然
木曽三川河口部に位置し、町全域が平坦低湿。かつては堤防に囲まれた複数の輪中によって構成されていた。地名の長島は7つの洲からなる「七島」、あるいは南北に長い土地であることから付けられたとされる。明治時代に行われた木曽三川分流工事に伴って、輪中を分けていた小河川の多くが廃川となるとともに一部の土地は長良川の新河道となり、現在のような地形となった。ごく一部のみ木曽川の東岸にある（経緯は「木曽岬干拓地」を参照）。1995年全国水の郷百選選定地。
- 河川 : 木曽川、長良川、揖斐川
- 公園 : 国営木曽三川公園、水郷県立自然公園

### 隣接していた自治体
- 三重県
  - 桑名市
  - 桑名郡多度町、木曽岬町
- 岐阜県
  - 海津郡海津町
- 愛知県
  - 海部郡弥富町、立田村

## 歴史
寛元3年（1245年）、藤原道家がこの地に流された記録が残る。戦国時代には一向宗の東海地方の拠点となったが、織田信長により滅ぼされた（長島一向一揆）。江戸時代には長島藩が、明治維新を迎えて一時期「長島県」が置かれたが、その後「安濃津県」を経て三重県となっている。1959年（昭和34年）には伊勢湾台風によって、町を囲む堤防が15ヶ所で破堤。町域のほとんどが水没し380名余の犠牲者を出した。

### 沿革
- 1889年（明治22年）4月1日 - 町村制の施行により、小島村・篠橋新田・押付村・長島村・又木村・殿名村・東殿名・出口村・源部外面・高座村・間々村・松ヶ島村・十日外面・駒江村・大島村・藤九郎外面・前山外面・遠浅付外面・西外面村および中川村・平方村・西川村・下坂手村の各一部の区域をもって長島村が発足。
- 1954年（昭和29年）10月23日 - 長島村が町制施行して長島町となる。
- 1955年（昭和30年）4月1日 - 楠村と合併し、改めて長島町が発足。
- 1956年（昭和31年）9月30日 - 伊曽島村を編入。
- 2004年（平成16年）12月6日 - 桑名市・多度町と合併し、改めて桑名市が発足。同日長島町廃止。

## 文化
地理的に人の行き来の障害となる木曽三川に挟まれたことで、西日本と東日本の文化の境界に当たる例がある。
たとえば、揖斐川以西の三重県で話される方言のアクセントは基本的に京阪式アクセント（関西弁）だが、揖斐川対岸の長島弁（長島町の言葉）は尾張弁（名古屋弁）に近い。桑名市街（東海道五十三次伊勢国桑名宿）から揖斐川に架かる橋を長島側に渡るとアクセントが大きく変化する。
また、食文化の例では、『秘密のケンミンSHOW』が町民に自宅からカレーを持ち寄ってもらって行った調査 では、カレーライスに使う肉として、関西の牛肉主体の文化と関東の豚肉主体の文化が拮抗したため、「ケンミンボーダーライン カレーのお肉 牛&豚」の町と認定された。

## 行政
- 町長：平野久克（廃止前日現在）

## 友好姉妹都市
- 苫前町（北海道苫前郡）

## 学校
- 長島中学校
- 長島中部小学校
- 長島北部小学校
- 伊曽島小学校

## 交通

### 鉄道
- JR東海
  - 関西本線：長島駅
- 近畿日本鉄道
  - 名古屋線：近鉄長島駅

### 道路
高速道路
- 東名阪自動車道：長島IC
- 伊勢湾岸自動車道：湾岸長島IC、湾岸長島PA

一般国道
- 国道1号
- 国道23号（名四国道）

主要地方道
- 三重県道7号水郷公園線

一般県道
- 三重県道117号多度長島線
- 愛知県道・三重県道168号立田長島インター線
- 三重県道518号長島停車場線

## 名所・旧跡・観光スポット・祭事・催事

### 名所・旧跡
- 大智院・蕉翁信宿処石碑（松尾芭蕉宿泊地）
- 願證寺（長島一向一揆故地）（又木地区）
- 旧長島城大手門・蓮生寺
- 天然記念物「大松」（長島中部小学校内）
- 長島水辺のやすらぎパーク - 長島藩の重職を務めた久我家の旧屋敷を整備した小公園。
- CBCラジオ長島送信所

### 観光スポット
- 長島温泉・ナガシマスパーランド・ジャズドリーム長島
- なばなの里
- 長島スポーツランド
- 長良川河口堰・アクアプラザながら
- 国営木曽三川公園カルチャービレッジ
- 輪中の郷
- 千本桜通り

### 祭事・催事
- 三町石取祭（7月）

## 出身者
- 伊藤幸太郎 - 治水功労者で名誉町民。長島村長、衆議院議員（1期）、長島町長を歴任した。
- 長江裕明 - 冒険家

## 事件
2023年11月、町内の温泉施設においてLGBTに関して惹起し報道された事件についてはLGBT理解増進法#事件を参照のこと。